# 京都京阪バス

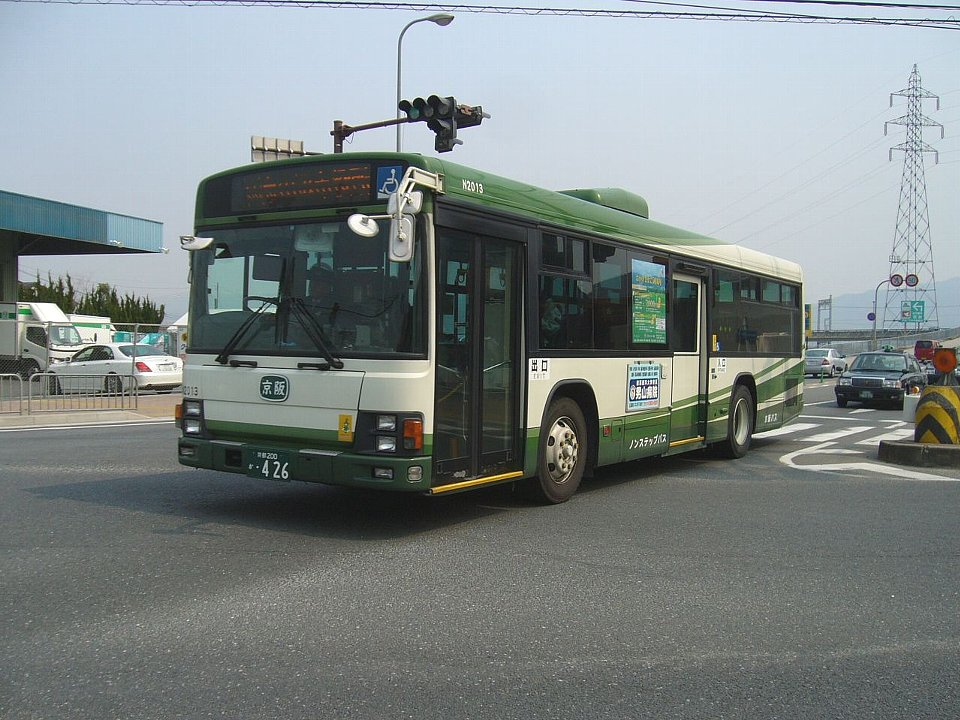
旧・京阪宇治交通低床色

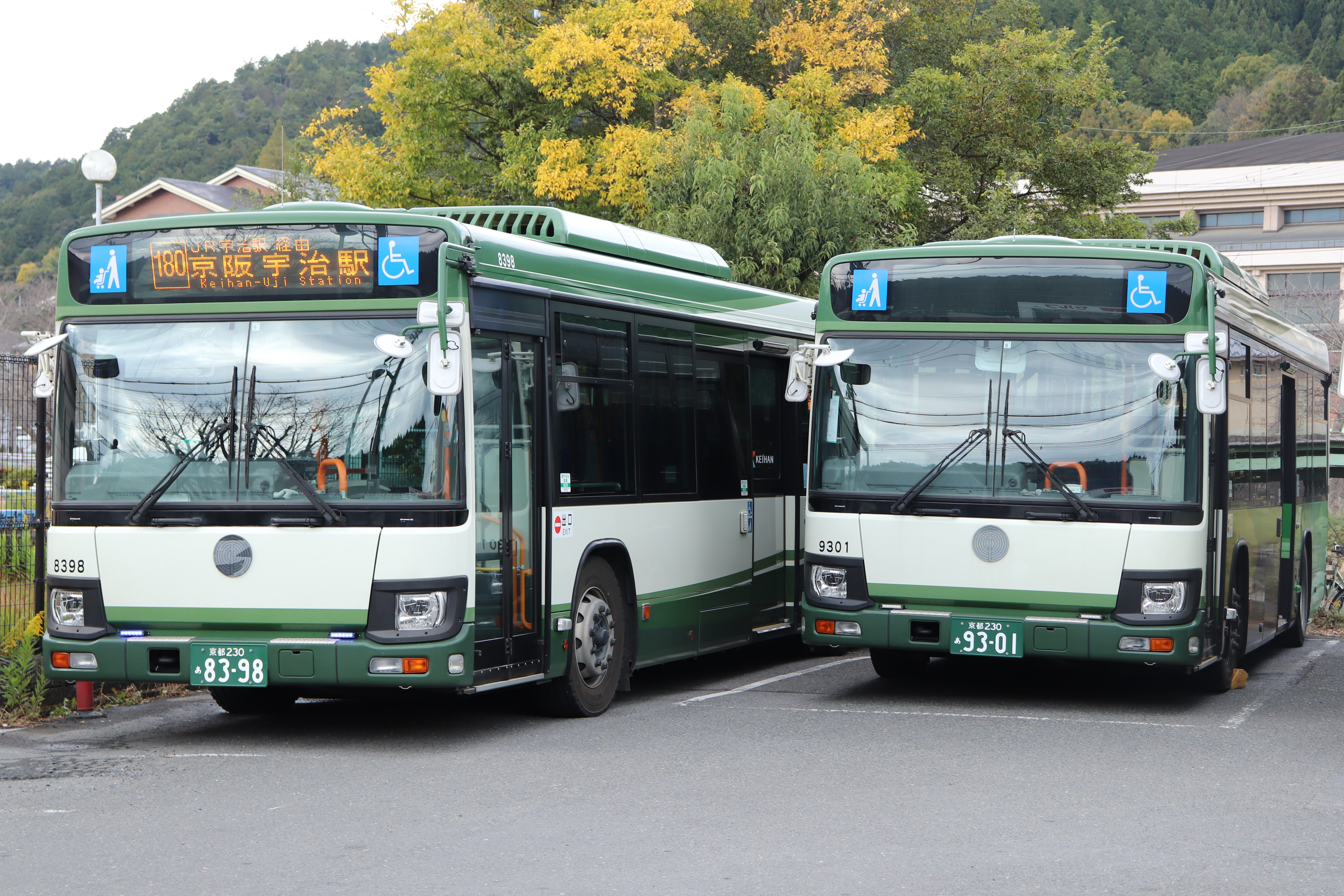
維中前にて

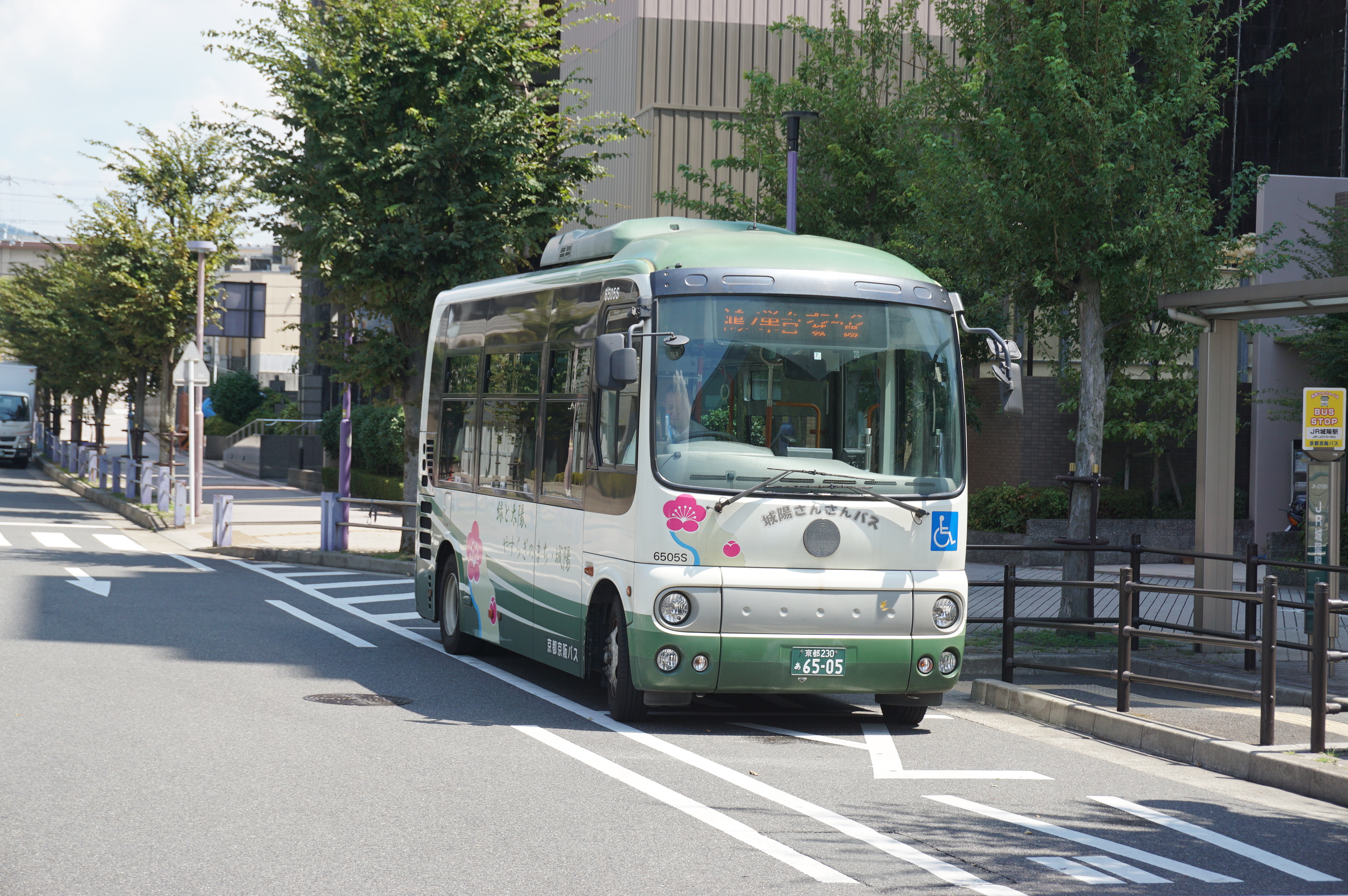
城陽さんさんバス

京都京阪バス株式会社（きょうとけいはんバス）は、京都府八幡市に本社を置く京阪電気鉄道系列のバス事業者であり、京阪バスの関連会社である。京阪ホールディングスの連結子会社。
なお、同じ京阪グループで社名が類似するバス事業者の京阪京都交通（京都府亀岡市）とは別会社である。
元は京阪宇治交通の子会社として設立され、同社消滅後の実質的な後継会社となった。2002年の会社設立から2014年3月までの社名は京阪宇治バス株式会社であった。2014年4月1日付で京阪グループの京阪シティバス株式会社（けいはんシティバス）を吸収合併するとともに現社名へ商号変更した。京阪宇治バス当時の本社は京都府京田辺市にあったが、京阪シティバスを合併した際の商号変更と同時に、本社を京都府八幡市へ移転した。
会社略称は「KKB」（鹿児島放送とは無関係）。これは略称を「京都京阪」にした場合、同じ京阪グループの京阪京都交通の略称である「京阪京都」との混同を避けることと、吸収合併した京阪シティバスの公式会社略称が1998年の発足当時より合併による解散まで「KCB」となっていたことにより、それを踏襲したことによるものである。

## 概要
合併前の京阪宇治バスおよび京阪シティバスについては、京阪宇治交通および京阪バスの記事も参照。
合併当初のは登記上の本店所在地は旧・京阪宇治交通と同じく、京都府綴喜郡宇治田原町大字岩山小字辻出61であった。会社の経営なども同社の方針をほぼ継承し、社章は京阪宇治交通と同デザインの白抜き型を採用した。ただし2023年時点では、登記上の本店所在地も現在の本社と同じ八幡市となっている。
会社設立から2006年3月31日までの親会社は京阪宇治交通であったが、京阪宇治交通が2006年4月1日付で京阪バスへ吸収合併されたため、現在の親会社は京阪バスとなっている。
なお、京阪グループのバス事業者はそれぞれ異なる出自と歴史を持ち、京阪バス、京阪京都交通、京都バス、江若交通の4社で「京阪バスグループ」を形成する。その中で当社に吸収合併された京阪シティバスは、京阪バスから分社化された唯一の直系子会社で、京阪バス洛南営業所所轄の一般路線を引き継ぐ形で設立された会社であった。
旧・京阪宇治バス時代は系統番号を一般的な「XX系統」と称していたが、旧・京阪シティバスとの合併で京都京阪バスに移行後は、旧・京阪シティバスに合わせて「XX号経路」と称するようになった。
全路線でスルッとKANSAI、京阪グループ共通バスカードが使用できる（立命館大学 (BKC) 線を除く）。既に京阪バスや京阪京都交通に導入されていた交通系ICカードのPiTaPa・ICOCAは2015年3月1日に導入されており、2016年4月1日より交通系ICカード全国相互利用サービスに対応しSuicaなども利用できるようになった。
京阪宇治バス時代の輸送人員は、2005年度と2006年度が430万人/年、2007年度が480万人/年であり、1日あたり1万数千人前後であった。
2009年3月7日、発足後初となる（実質的には京阪宇治交通時代の1997年以来約12年ぶり）運賃値上げを伴う改定を実施。その後、2011年3月18日にも2度目の値上げを実施した。その後、消費税増税に伴い一部運賃区間で運賃の引き上げが行われ、現在の一般的な運行系統の初乗り運賃は230円となっている。
またかつては、京阪バス京田辺営業所・寝屋川営業所の業務管理受託も行っていたが、2020年4月1日付で解消している。
乗車券類については、京阪グループ共通バスカードの記事も参照。

## 沿革
- 1995年（平成7年）10月 - 城陽市が城陽市コミュニティバスの運行を開始[11]。運行開始時は城陽市が京阪宇治交通へ運行委託していた[11]。
- 1998年（平成10年） - 京阪バスからの分社化により、京阪シティバス株式会社を設立。
- 1999年（平成11年） - 京阪シティバス、京阪バス洛南営業所所轄の一般路線を引き継いで営業開始。
- 2002年（平成14年）12月6日  - 会社設立[1]（京阪宇治バス株式会社として）。
- 2003年（平成15年）4月1日 - 京阪宇治交サービスよりバス事業を引き継ぐ。
- 2005年（平成17年）2月5日 - 八幡市がコミュニティバスやわたの実証運行を開始[12]。
- 2007年（平成19年）
  - 8月28日 - 京阪宇治バス、本社を大阪府枚方市から京都府京田辺市へ移転。
  - 11月10日 - 京阪宇治バス、京阪バスから京田辺（一部）・城陽・宇治田原地区の路線を譲受。
- 2008年（平成20年）11月1日 - 京阪宇治バス、路線休止により一般路線は滋賀県から撤退。
- 2014年（平成26年）4月1日 - 京阪シティバス株式会社を吸収合併、京都京阪バス株式会社へ商号変更[4]。本社を京田辺市から八幡市に移転するとともに、京田辺市と宇治市の2箇所あった営業所も本社所在地の八幡市へ集約する。
- 2015年（平成27年）3月1日 - PiTaPa、ICOCAの利用を開始[5][6]。
- 2016年（平成28年）4月1日 - 交通系ICカード全国相互利用サービスに対応。
- 2018年（平成30年）4月1日 - バスロケーションシステムを導入し「京阪グループバスナビ」サイト内でバス接近情報の提供を開始。コミュニティバスやわたを京阪バスより移管される。
- 2020年（令和2年）4月1日 - 京阪バス京田辺営業所・寝屋川営業所の業務管理受委託を解消。

## 本社・営業所所在地
- 本社 - 京都府八幡市上奈良宮ノ東2-5
- 八幡営業所 - 京都府八幡市上奈良宮ノ東2-5
- 松井山手営業所（観光課）- 京都府京田辺市山手中央2-1
  - 松井山手営業所はバス営業所ではなく旅行業の営業所である。

### 京阪宇治バス時代の営業所
括弧内は営業所の略称で、京阪グループ共通バスカードではこの略称が印字されていた。
- 宇治営業所（ウジ）- 京都府宇治市莵道荒槙1-48
  - 1962年7月11日開設。2014年3月限りで閉鎖。跡地は2015年より平和堂フレンドマートとなった。
- 京田辺営業所（ウタ）- 京都府京田辺市田辺茂ヶ谷20
  - 2007年11月10日開設。京阪バス京田辺営業所と共用しており、2014年3月限りで当社のみ撤退。なお「ウタ」の印字はかつて旧・京阪宇治交通田辺（京阪バスへ合併）が使用していたものでもある。

なお、前身会社以来2020年まで請け負っていた京阪バス寝屋川営業所と京田辺営業所の運行管理受託であるが、ウェブサイトの求人案内には（京阪バスと表記せずに）「寝屋川営業所」「京田辺営業所」と記載されていた。

## 貸切バス事業
旧・京阪宇治交通時代末期の1990年代中期よりバスツアーを積極的に開催し、旧・京阪宇治交サービス時代より「旅うらら」のツアー名で、主に宇治市より概ね200km以内の場所を中心に催行している。また、東京ディズニーリゾートや鉄道博物館などへの遠距離バスツアーも随時催行し、中には宿泊を伴うものもある。2008年にはスルッとKANSAIバスまつりへのバスツアーも催行した。
過去には、宇治から山形県（月山）や群馬県（尾瀬）までのハイキングツアーや、長崎県のハウステンボスへのツアーも催行していた（尾瀬は複数回実施）。ハイキングツアーは一部ツアーを除き「遊々ハイキング」と称し（一部公式配布物に於いて「遊遊ハイキング」の表記ゆれもある）、このツアーは旧・京阪宇治交サービスおよび旧・京阪宇治交通の山岳部が共同で企画していた（分社化前は旧・京阪宇治交通山岳部の単独企画）。この「遊々ハイキング」ツアーは、旧・京阪宇治交通時代の1998年から、旧・京阪宇治交サービス時代の2002年までは頻繁に開催されたが、翌2003年に実施された分社化の準備、貸切車両の減少、当時の親会社であった京阪宇治交通と同社との事情などにより中止された。ただし「遊々ハイキング」を名乗らないハイキングツアーは、現在でもごく稀に開催されることもある。
その他のバスツアーの定番コースには「西国三十三箇所巡り」などがある。

## 車両
車両の運転席側窓下の裾部および後部入口ガラス窓に「KEIHAN」のCIロゴが入っている。すべての塗装車両が対象である。

### 一般路線バス・コミュニティバス

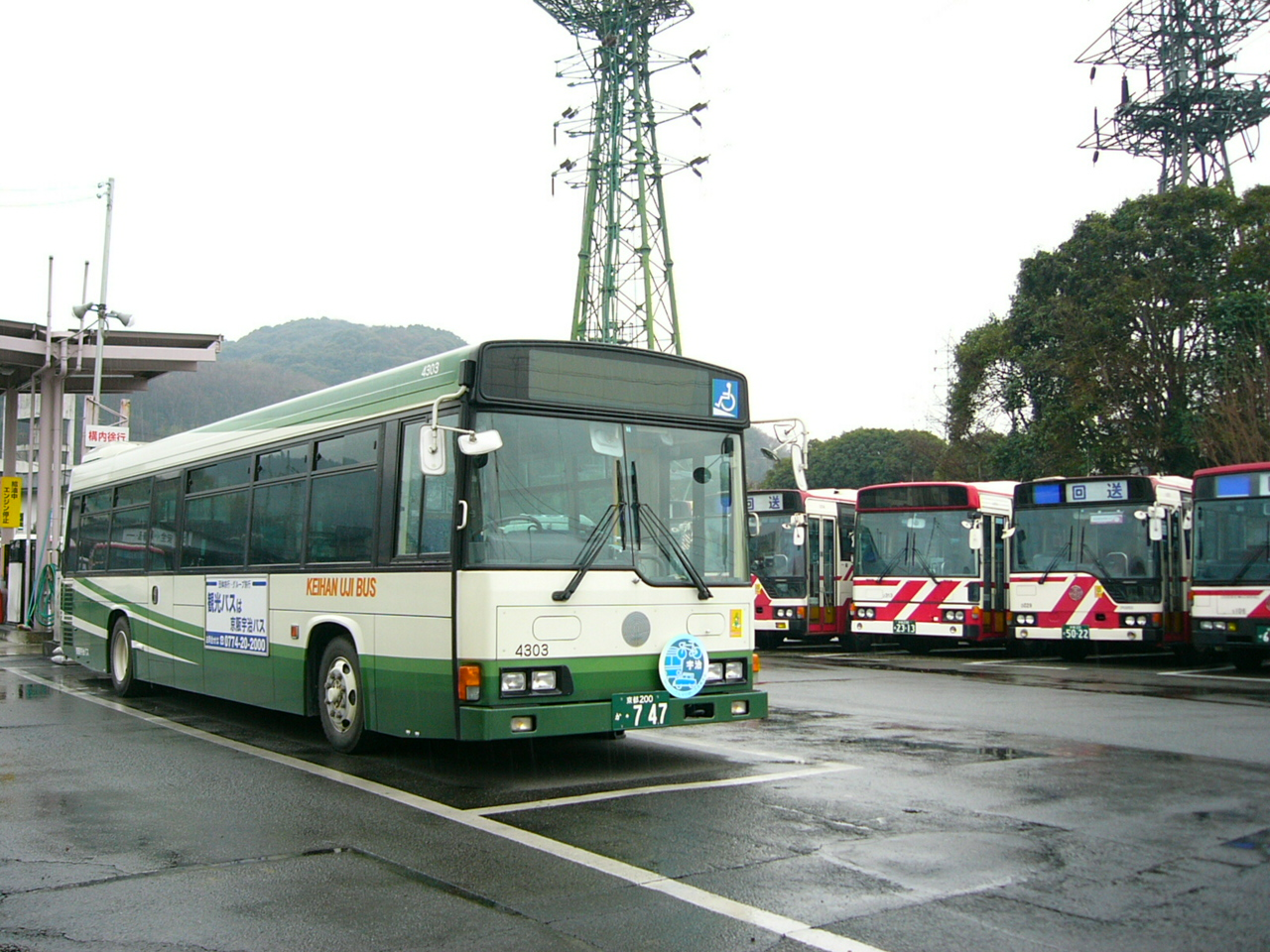
路線バス車両（京阪宇治バス時代）。左は低床車、右は従来からの車両。

2003年度より導入された低床バスでは、淡いグリーンに3本の緑のラインが入った塗装が施されている（画像参照）。また京阪宇治バス時代には側面に「KEIHAN UJI BUS」と書かれていたが、合併と前後して消されている。
2019年には、塗装は一般車と同様だが、方向幕に京阪バスグループでは京都バスに次いで2社目となるフルカラーLEDを採用し、側面に「KYOTO KEIHAN BUS」の表記を復活させ、後方の座席を茶室風に再現した特別仕様の貸切兼用路線車「宇治茶バス」が導入され、同年3月27日より暫定的に運用開始した後、同年4月6日の全線ダイヤ改正より土休日ダイヤ時に運用限定して運行開始した。なお整備などの都合により一般車両で運行する場合がある。平日ダイヤ実施日でも一般路線で運用される場合があるが、土曜ダイヤ及び休日ダイヤ実施時とは異なり運用は限定されておらず、また貸切車として運用されることもある。
コミュニティバスの専用車両については、京都京阪バス八幡営業所#コミュニティバスに列挙された各路線の記事を参照。

### 貸切・観光バス

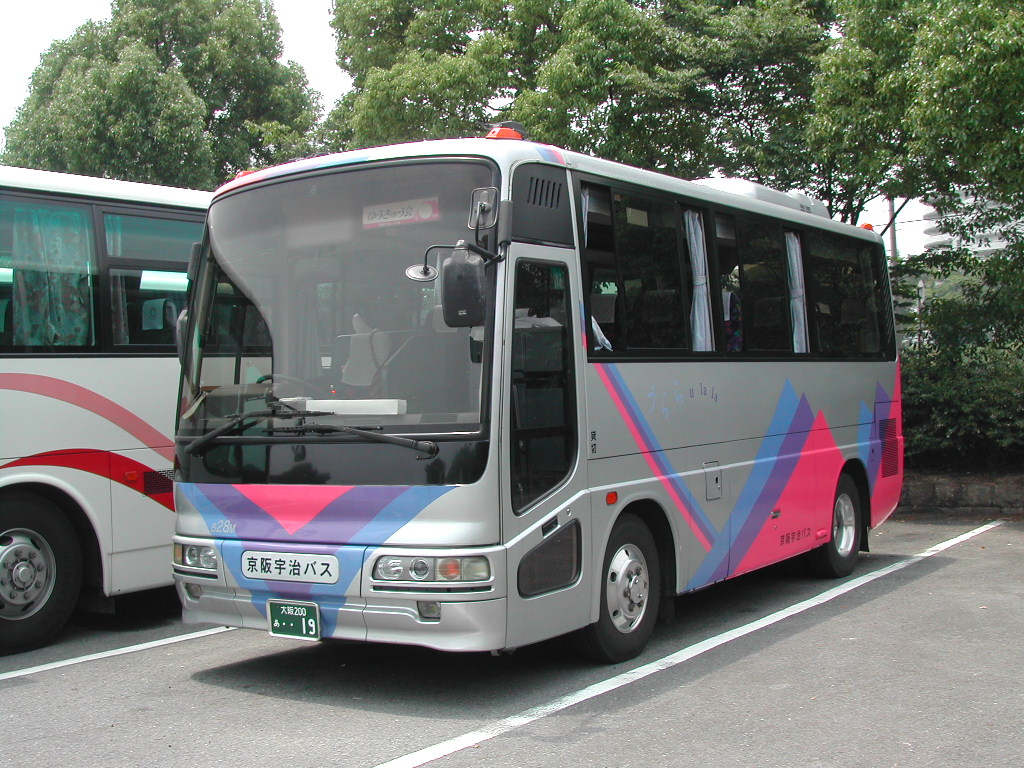
小型貸切車
（三菱ふそう・エアロミディMJ）
姫路城付近にて

十二単をモチーフにした塗装で「うらら」の愛称で親しまれている。この塗装は旧・京阪宇治交通が公募し、京都府立莵道高等学校3年生の女子生徒（当時）が考案したものを採用し、1994年にリムジンバス用車両に制定したものであり、1996年頃より貸切バス車両にも制定された。ただし小型車はベースカラーを大型車の白色に対して銀色を使用していたが、その後に小型貸切車は在籍がなくなった。
貸切車両の一部は、2005年日本国際博覧会（愛知万博）の際に会場と宇治を結ぶ路線バスとして運行した事例もある（愛知万博の交通も参照）。
また行楽シーズンには京阪バスに貸し出され、京都定期観光バスの続行便として使用される場合もある。